# Epilobium decipiens
Epilobium decipiens là một loài thực vật có hoa trong họ Anh thảo chiều. Loài này được F.W.Schultz mô tả khoa học đầu tiên năm 1861.